# 88 (film)
88 è un film spagnolo del 2012 diretto da Jordi Mollà.

## Trama
Ken e Zoe, una coppia in profonda crisi dopo otto anni di unione, vivono una relazione dominata dal silenzio e dalla fragilità; le loro paure e insicurezze cresceranno a tal punto da materializzarsi in due personaggi Nico e Víctor che in maniera differente tormenteranno la vita della coppia fino a provocare la morte di Paola, la loro unica figlia.
I due protagonisti cercheranno di salvare il loro rapporto, ormai compromesso dal lutto, rivivendo il loro primo incontro nello stesso hotel dove si conobbero otto anni prima. Fingeranno di essere Joel e Charlotte, di essere persone differenti e di essere quello che ormai da tanto tempo non sono più; fingeranno di essere quei due giovani ragazzi innamorati liberi da pregiudizi mentali che si sono persi per strada trasformandosi in Ken e Zoe, trasformandosi in due veri sconosciuti.

## Produzione
Il film è stato prodotto dalla casa di produzione spagnola Media Films ed è stato girato interamente a Barcellona nel luglio del 2010.

### Sceneggiatura
La sceneggiatura è stata scritta da Giuseppe Ferlito e Jordi Mollà in diverse tappe. La prima stesura venne realizzata a Los Angeles, a quel tempo il titolo non era ancora 88 ma bensì Nosotros. Le seguenti stesure vennero realizzate tra Buenos Aires, Madrid e Roma, quest'ultima città amata in particolare dai due sceneggiatori.
La prima stesura subirà notevoli metamorfosi assumendo successivamente atmosfere surreali, angosciose e persino oniriche.
Anche in corso d'opera la sceneggiatura verrà cambiata per esigenze produttive.
Fu girato un finale alternativo che svelava in modo diverso cosa si celasse realmente dietro la stanza 88, ma alla fine gli stessi Ferlito e Mollà optarono per non montarlo.
Il film fu selezionato in Spagna, nella sezione ufficiale di lungometraggi del Festival de Gijón nel 2012.